# Parque Nacional de Carnarvon
El Parque Nacional de Carnarvon está situado en la biorregión del Cinturón del Brigalow del Sur, en la región de Maranoa, en el centro de Queensland (Australia). El parque está a 593 km al noroeste de Brisbane. Comenzó como una reserva de 26 304 hectáreas, declarada en 1932 para proteger el desfiladero de Carnarvon por sus excepcionales valores paisajísticos, su patrimonio cultural indígena y no indígena, y su importancia geológica.

## Rocas y paisajes
Situado dentro del Cinturón de areniscas de Queensland central, y a caballo entre la Gran Cordillera Divisoria, el parque nacional Carnarvon conserva y presenta elementos importantes de la historia geológica de Queensland , incluidas dos cuencas sedimentarias, Bowen y Surat, y la provincia volcánica de Buckland. Las rocas más jóvenes de la zona son las rocas ígneas de basalto de la provincia volcánica de Buckland, que se asentaron hace entre 35 y 27 millones de años. Desde entonces, el agua y el viento han erosionado los paisajes del parque en una red de llanuras arenosas, valles y desfiladeros separados por mesetas y cordilleras cubiertas de basalto.
El parque es rico en aguas subterráneas, con numerosos manantiales. Las zonas elevadas protegidas dentro del parque nacional de Carnarvon tienen también un gran valor para las captaciones sobre el terreno. Cinco grandes sistemas fluviales nacen dentro de los límites del parque: el Comet, el Dawson, el Maranoa, el Nogoa y el Warrego. El Warrego y el Maranoa se encuentran en el interior de la Gran Cordillera Divisoria, en el límite norte de la cuenca Murray-Darling.

## Flora
Se sabe que existen cuarenta ecosistemas regionales dentro del parque y nueve de ellos están listados como en peligro de extinción, debido a la tala de tierras a gran escala dentro de la región. En el parque se han encontrado 23 especies de flora catalogadas como raras y amenazadas (según la legislación de Queensland), incluida la icónica Livistona nitida (Carnarvon Fan Palm, sección de Carnarvon Gorge), Cadellia pentastylis (Ooline, sección de Moolayember) y Stemmacantha australis. (Aciano Austral, sección Mount Moffatt).
Varias plantas se dan en poblaciones disjuntas, o alcanzan los límites de su distribución, dentro del Parque, como la colonia aislada de Angiopteris evecta (helecho rey) que se encuentra en el Cañón Wards, en el desfiladero de Carnarvon. Los manantiales artesianos de la sección Salvator Rosa del parque están considerados entre los más biodiversos del estado.

## Fauna
Se han registrado más de 210 especies de aves en el parque nacional de Carnarvon, junto con unas 60 especies de mamíferos. Este parque es especialmente rico en especies de murciélagos, con al menos veinte conocidas. El Ornithorhyncus anatinus, el ornitorrinco, se encuentra en su límite occidental de habitabilidad en Queensland dentro de este parque nacional, junto con la mayoría de las zarigüeyas planeadoras del parque. El desfiladero de Carnarvon cuenta con excursiones nocturnas comerciales que llevan a los visitantes al parque en busca de planeadores y otros animales nocturnos.
Al menos 90 especies de reptiles llaman a este parque su hogar, más de la mitad de los cuales son eslizones o salamanquesas, y 35 especies tienen aquí su límite de distribución estatal. Se han encontrado 22 especies de anfibios en el parque, incluidas poblaciones aisladas de Litoria fallax (rana de junco oriental) y Adelotus brevis (rana colmilluda).
Más de diez especies de peces habitan los cursos de agua del parque, la mayor de las cuales es la Anguilla reinhardtii (anguila de aleta larga). Se considera que la fauna invertebrada del parque es extremadamente diversa, y al menos nueve especies se consideran endémicas de la cordillera de Carnarvon, incluyendo dos especies de libélulas, dos especies de moscas de piedra, una mosca dobson y cuatro especies de caracoles terrestres.[cita requerida]
Los animales asilvestrados están presentes en el parque nacional, y los que presentan los problemas más graves son los brumbies y los cerdos. En 2007 se inició el sacrificio de ambas especies por medio de fusileros en helicópteros o aviones. En 2008 se llevó a cabo la tercera fase del sacrificio aéreo de brumbies, disparando a 700 ejemplares desde un helicóptero, en el parque nacional de Carnarvon. Este tipo de sacrificio aéreo es un tema polémico. Sin embargo, no cabe duda de que ambas especies provocan una alteración considerable de los valores que el parque pretende proteger. Los caballos asilvestrados alteran la composición de la cubierta vegetal con su pastoreo y sus repetidos movimientos, lo que puede acelerar la erosión por el sobrepastoreo y el excesivo paso de pezuñas. Se cree que los cerdos asilvestrados son los responsables de la extinción localizada del pavo de monte en algunas zonas del parque nacional.

## Historia
El parque nacional Carnarvon ha crecido significativamente desde sus inicios, y Carnarvon Gorge ahora es solo una de sus siete secciones.
- Buena vida
- Salvator Rosa
- Ka Ka Mundi
- Meseta de Buckland
- Monte Moffatt
- Garganta de Carnarvon
- Moolayember

Al ampliar el parque nacional, el Servicio de Parques Nacionales y Vida Silvestre de Queensland ha tratado de mejorar el valor de la cuenca de la reserva y aumentar la diversidad de los ecosistemas regionales protegidos dentro de sus límites. La importancia de la conservación regional del parque es significativa, ya que sus 298 000 ha representan más de la mitad de la masa terrestre total de las áreas protegidas dentro de la biorregión del Cinturón de Brigalow del Sur.

### Historia humana
El parque nacional de Carnarvon es importante para los pueblos Bidjara, Karingbal y Kara Kara de Queensland Central. El parque contiene muchos recuerdos de la conexión cultural aborigen en sitios de arte rupestre, lugares de enterramiento y sitios de ocupación. La cueva de Kenniff, en la sección del monte Moffatt, fue el primer yacimiento arqueológico australiano que arrojó fechas de carbono en las pruebas de ocupación que situaron la ocupación humana del continente en el Pleistoceno tardío, en 19 500 años antes del presente. Antes de la excavación de D.J. Mulvaney en la cueva de Kenniff, se pensaba que Australia sólo había sido ocupada durante el Holoceno, menos de 10 000 años antes del presente.

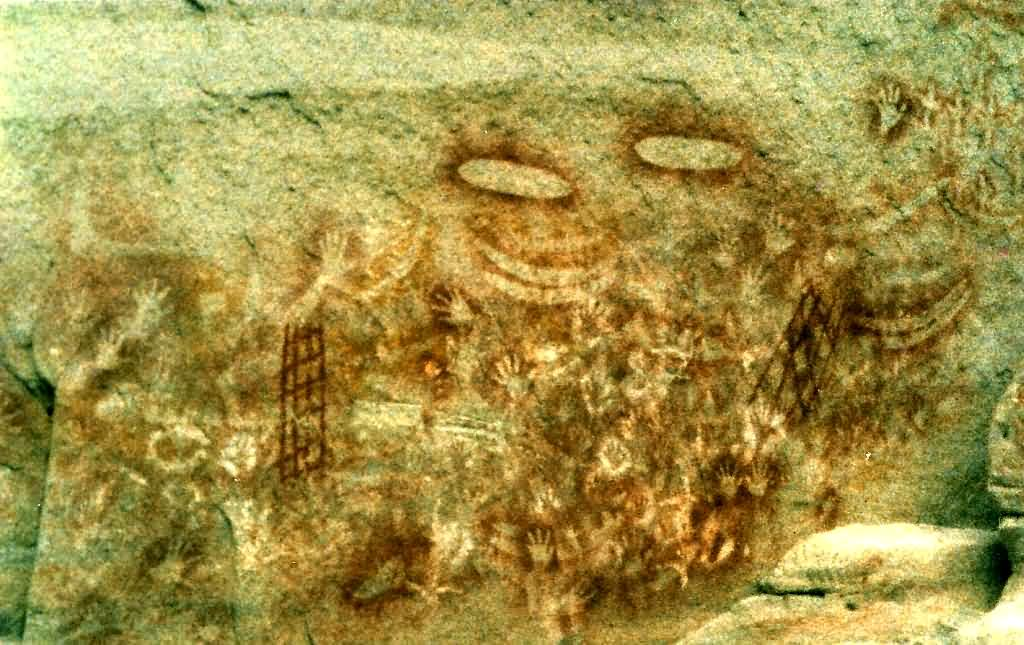
Arte aborigen en Carnarvon Gorge

Los artistas indígenas del estarcido del centro de Queensland, como los que crearon lugares como la Galería de Arte y la Cueva de la Catedral en el desfiladero de Carnarvon, son considerados por algunos investigadores como los mejores del mundo. Parece que desarrollaron complejas técnicas de estarcido que no se han reproducido en otros lugares. Sólo se conoce la existencia de una plantilla de cuerpo completo de un adulto en el mundo; puede verse públicamente en el yacimiento de Tombs, en la sección del Monte Moffatt del parque. Es la plantilla más grande que se conoce y un buen ejemplo de las cotas a las que llegó esta forma de expresión humana en el centro de Queensland.
La cultura indígena contemporánea en el parque ha cambiado mucho con respecto a la del Queensland Central precolonial; sin embargo, se mantienen fuertes vínculos indígenas con los paisajes del parque nacional de Carnarvon a través de la participación de los propietarios tradicionales en la protección y preservación de los sitios culturales del Parque.
El primer europeo que atravesó el futuro parque fue Thomas Mitchell, en la década de 1840. Los colonos siguieron los pasos de los exploradores, atraídos por los informes sobre el agua permanente de la región. Pronto estallaron altercados con los grupos indígenas locales, que se convirtieron en un estado de agresión mutua que se mantuvo hasta la década de 1870.
La lejanía de la zona durante los primeros asentamientos atrajo a algunos personajes locales interesantes, algunos de los cuales acudieron a la zona para evitar el indeseado escrutinio oficial. Los hermanos Ward cazaban pieles en los Carnarvons durante todo el año en una época en la que las temporadas abiertas estaban restringidas. Los hermanos Kenniff (homónimos de Kenniff Cave) se convirtieron en notorios ladrones de caballos locales, y más tarde en asesinos.
Hoy en día, el turismo, el ocio y la conservación son las principales actividades humanas que se realizan en el parque. La sección más popular del parque es la sección Carnarvon Gorge, que recibe un estimado de 65 000 visitantes por año. Mount Moffatt es la siguiente sección más visitada, seguida por Salvator Rosa y Ka Ka Mundi. Las secciones restantes del parque prácticamente no reciben visitas en absoluto y, en consecuencia, tienen un alto valor de vida silvestre.
El parque nacional de Carnarvon ofrece una gran variedad de actividades recreativas, como la conducción de vehículos de cuatro ruedas, la observación de la fauna y la flora, el senderismo por pistas mantenidas y las excursiones por zonas remotas. Actualmente está en marcha un sendero de noventa kilómetros que permitirá a los senderistas circunnavegar el desfiladero de Carnarvon en unos cinco días.

## Acceso
Se puede acceder a la sección Carnarvon Gorge desde Rolleston o Injune a lo largo de la autopista Carnarvon Highway . Se puede acceder a la sección Monte Moffatt desde Injune o Mitchell. Se puede acceder a las secciones Salvator Rosa y Ka Ka Mundi a través de Tambo Road desde Tambo o Springsure .